# اندرو میچل (بازیکن فوتبال)
اندرو میچل (انگلیسی: Andrew Mitchell؛ ۱۸۷۹ –  بعد از ۱۸۹۹) بازیکن فوتبال اهل پادشاهی متحد بریتانیای کبیر و ایرلند بود.
از باشگاه‌هایی که در آن بازی کرده‌است می‌توان به باشگاه فوتبال آرسنال اشاره کرد.